# Primera Guerra Mitridàtica
La primera guerra mitridàtica fou un conflicte militar entre el Regne del Pont i la República de Roma amb activitat militar entre el 88 aC i 66 aC.

## Antecedents
A la mort de Nicomedes III Evergetes el 91 aC, Nicomedes IV Filopàtor fou nomenat seu successor al tron del Regne de Bitínia, però Sòcrates de Bitínia es va revoltar i va enderrocar a son germà amb ajut del Regne del Pont. Nicomedes va anar a Roma per reclamar davant el senat romà el qual es va pronunciar al seu favor reinstaurant a Nicomedes al tron i envaint el Regne del Pont el 88 aC. Mitridates VI Eupator no va oferir resistència i Nicomedes va arribar fins Amasra, enviant a Pelòpides com ambaixador als romans per demanar explicacions.
Els romans i els seus aliats disposaven de quatre exèrcits escampats a la frontera occidental del Pont i Capadòcia, tres d'ells romans d'uns 40.000 homes cada un: a la frontera entre Bitínia i Galàcia estava destacat Luci Cassi, Mani Aquil·li el Jove en el camí de Mitriades a Bitínia, i finalment Quint Oppi a les muntanyes de Capadòcia. Nicomedes IV Filopàtor disposava del major dels exèrcits dels aliats romans amb uns 50.000 soldats d'infanteria i 6.000 de cavalleria. Entre tots tenien menys tropes que les forces a disposició de Mitridates.
Com Mitridates no va rebre les explicacions que volia, va esclatar la guerra el mateix 88 aC.

## La guerra
La primera acció de Mitridates VI Eupator fou envair la Capadòcia, que va ocupar fàcilment i va quedar annexionada al Regne del Pont; els seus generals Neoptòlem i Arquelau van expulsar a Nicomedes IV Filopàtor amb un exèrcit de 250.000 homes i 40.000 cavallers, després de derrotar-lo a Paflagònia a la batalla del riu Amneius. Més tard van caure els seus aliats romans comandats per Mani Aquil·li el Jove a la batalla de Protophachium, i Mitridates va restaurar al tron a Sòcrates de Bitínia, l'anterior rei.
Tot i que dos dels exèrcits romans estaven intactes, cap dels seus comandants tenia confiança en la seva capacitat. Luci Cassi i Nicomedes IV Filopàtor van trobar-se a Frígia, però veient que no podia fer front als enemics, van abandonar la idea de lluitar i es van retirar. Luci Cassi amb el seu exèrcit a es va dirigir a Apamea, Nicomedes a Pèrgam, i Mani Aquil·li el Jove cap a  Rodes. Els defensors de la boca de l'Euxine també es dispersaren i lliuraren l'estret i tots els vaixells que tenien a Mitridates VI Eupator. Mitridates va aconseguir el control sobre gairebé tota la província romana d'Àsia. Mani Aquil·li finalment fou capturat i lliurat a Mithridates, qui després d'exhibir-lo un temps, el va matar fent-lo empassar or fos.

### Luci Corneli Sul·la
El senat romà va nomenar a finals d'any a Luci Corneli Sul·la per dirigir la guerra mentre Mitridates acabava de sotmetre els territoris ocupats, tret de la ciutat de Magnèsia del Sipilos, algunes ciutats de Lícia i les illes de  Rodes i Cos que romanien lleials a Roma. Mitridates va decidir atacar les illes, i Cos fou ràpidament sotmesa, però els rodis tenien una flota poderosa i estaven disposats a resistir. Mitridates va agafar el comandament de la flota personalment i va intentar la conquesta de Rodes però va haver d'abandonar el setge; tot seguit va fer un atac sense èxit a Patara, a Lícia i finalment va deixar el comandament al seu general Pelòpides i va anar a passar l'hivern a Pèrgam.
Mitridates va ordenar matar a tots els residents romans i italians de la província romana d'Àsia en un sol dia, creant una barrera per una futura reconciliació sense descuidar els preparatius per un futur enfrontament. Abans de l'arribada de Sul·la va aixecar tropes i va reunir vaixells i a la primavera del 87 aC va poder enviar al general Arquelau a Grècia amb un poderós exèrcit i flota.

### Batalla de Queronea
Durant les operacions a Grècia d'Arquelau, el rei li va enviar contínuament reforços i va enviar un segon exèrcit sota el comandament del seu fill Arcàties, amb ordes d'avançar per Tràcia i Macedònia, però aquest intent va quedar diluït per la mort d'Arcàties. El 86 aC el general Tàxiles va seguir el mateix camí amb un exèrcit de 110.000 homes que es van poder ajuntar a les forces d'Arquelau, però els exèrcits del Pont foren derrotats per Sul·la a la batalla de Queronea. Quan Mitridates va tenir notícia de la derrota va fer noves lleves i va poder enviar un altre exèrcit de 80.000 homes cap a Eubea, dirigit per Dorilau. Però la derrota va produir una forta desmoralització entre els seus aliats, i ciutats com Efes i Tral·les i l'illa de Quios, entre d'altres, van expulsar els governadors pòntics. Mitridates havia fet matar als tetrarques de Galàcia on havia establert com a governador al grec Èumac, però ara els gàlates es van revoltar i un dels principals caps, Deiotarus I va derrotar a Èumac i va entrar en contacte amb els romans, i de fet això va suposar la pèrdua de la regió per Mitridates.
D'altra banda mentre Sul·la era a Grècia, el partit popular que governava a Roma sota Luci Corneli Cinna, va enviar un exèrcit a Àsia dirigit per Luci Valeri Flac, que després fou suplantat per Gai Flavi Fímbria, que el va assassinar. Fímbria va avançar cap a Bitínia (85 aC) i Mitridates va enviar contra ell un poderós exèrcit dirigit pel seu fill Mitridates el Jove, però aquest fou totalment derrotat en la batalla del riu Rhyndacus per Fímbria que va prosseguir el seu avanç i va assetjar Pèrgam.

### Batalla d'Orcomen
Mitridates el rei va fugir de Pèrgam cap a Pitane on fou assetjat per Gai Flavi Fímbria. Si aquest hagués obtingut la cooperació de Lucul·le, qüestor de Sul·la i comandant de la flota romana de la mar Egea, hauria capturat al rei i hauria posat fi a la guerra, però Lucul·le no va voler cooperar amb un general del partit popular i el rei va poder escapar cap a Mitilene. Allí va rebre notícia de la destrucció dels seus exèrcits a Grècia, prop d'Orcomen, i aquest desastre i els progressos a Àsia de Fímbria el van impulsar a demanar la pau mentre els romans encara restessin dividits. Va encarregar les negociacions al general Arquelau que era a Eubea, i es va signar un tractat preliminar pendent de l'aprovació reial; però el rei va refusar un dels pactes consistent en rendir la flota, i Sul·la es va preparar per renovar les hostilitats.
Tot i que Fímbria envià contra Luci Corneli Sul·la un exèrcit romà, els soldats no van voler combatre contra romans i Fímbria es va suïcidar.

## Final de la guerra
A la primavera del 84 aC Sul·la va creuar l'Hel·lespont però Arquelau va gestionar una entrevista personal entre el general romà i el rei del Pont a Dàrdanos a la Troade i allí finalment els termes de la pau foren definitivament establerts. Mitridates consentia abandonar les seves conquestes a Àsia, Ariobarzanes I era restablert a Capadòcia, Galàcia restaria sota influència romana, Bitínia tornava a Nicomedes IV i en general Mitridates conservaria només els territoris que tenia al començar la guerra i pagaria dos mil talents com a despeses de guerra; setanta vaixells de la flota del Pont totalment equipats s'havien d'entregar als romans.